# Йос ван Клеве
Йос ван Кле́ве (нід. Joos van Cleve, власне: Йос ван дер Беке (нід. Joos van der Beke); бл. 1485, Клеве — 1540, Антверпен) — нідерландський художник, твори якого довгий час приписувались анонімному Майстру Успіння Марії.

## Біографія
У 1511 році став майстро в Антверпені, з яким в основному була пов'язана його подальша діяльність. Був одним із провідних предстаників місцевої школи, двічі, у 1519 і 1525 роках, обирався деканом гільдії св. Луки.
На початку 1530-х років їздив у Францію до двору Франциска I, де виконав портрети короля (Філадельфія, Художній музей), його дружини Елеонори Австрійської (Відень, Музей історії мистецтв) і французької знаті. Побував також у Німеччині, Англії і, ймовірно, в Італії.
З майстерні Йоса ван Клеве вийшла низка живописців, одним з яких був його син Корнеліс (бл. 1520—1567).

## Творчість
Деякі його роботи відмічені впливом італійського Ренесансу. Окрім портретів, Клеве створював численні твори на релігійні сюжети, зокрема складані вівтарі. Один з найвідоміших — «Успіння Марії» для церкви Богоматері на Капітолії у Кельні (нині — Мюнхен, Стара пінакотека; варіант менших розмірів — Кельн, Музей Вальрафа-Ріхарца). Збереглись й інші його триптихи: «Поклоніння волхвів» (Прага, Національна галерея; Берлін, Державні зібрання; Генуя, церква Сан-Донато; Детройт, Художній інститут; Неаполь, Музей Каподімонте; Нью-Йорк, Музей Метрополітен), «Зняття з хреста» (Единбург, Національна галерея Шотландії), «Мадонна на троні» (Відень, Музей історії мистецтв) та ін.
Судячи з численних копій того часу, великим успіхом користувались також невеликі, камерні за характером картини Клеве, що зображують Богоматір з немовлям, одну або у супроводі св. Йосифа. До числа подібних робіт відноситься «Святе сімейство» із забрання Державного Ермітажу.

## Галерея

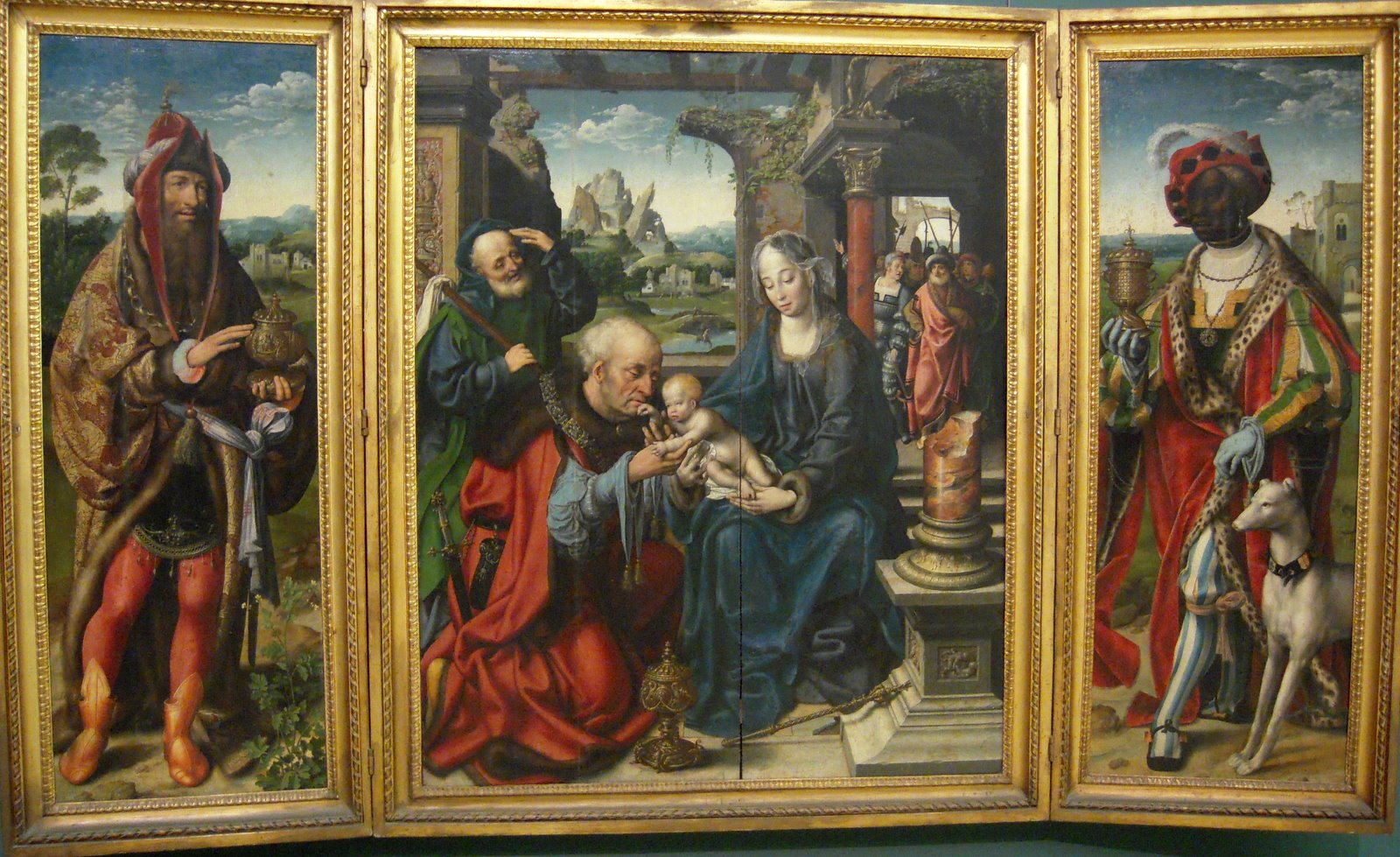
«Поклоніння волхвів», бл. 1515. Музей Каподімонте, Неаполь
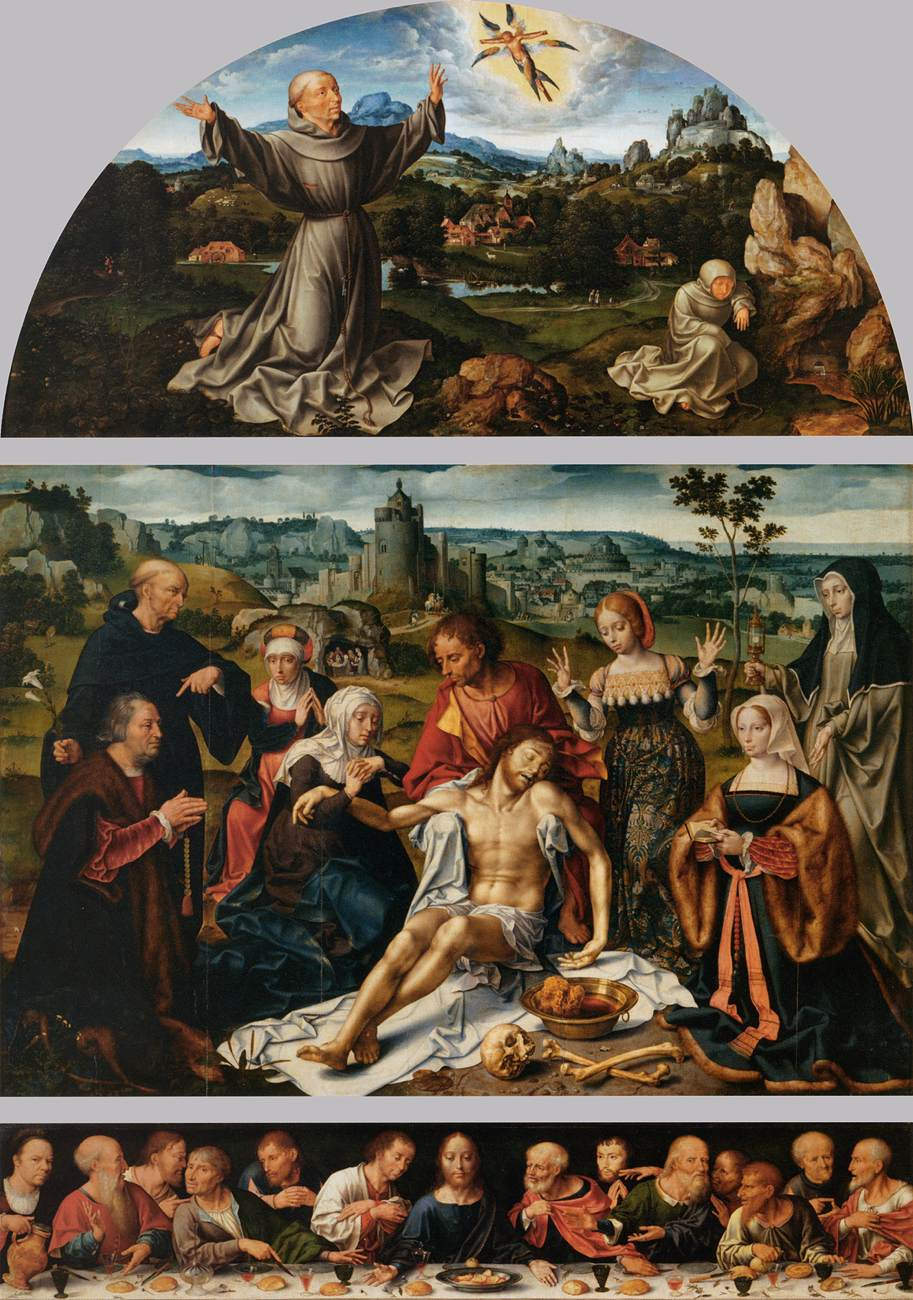
«Оплакування мертвого Христа», бл. 1520/25. Лувр, Париж
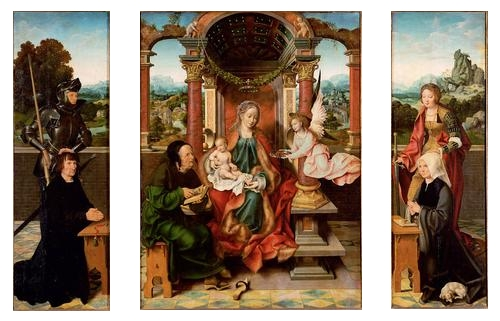
«Мадонна на троні», бл. 1530. Музей історії мистецтв, Відень
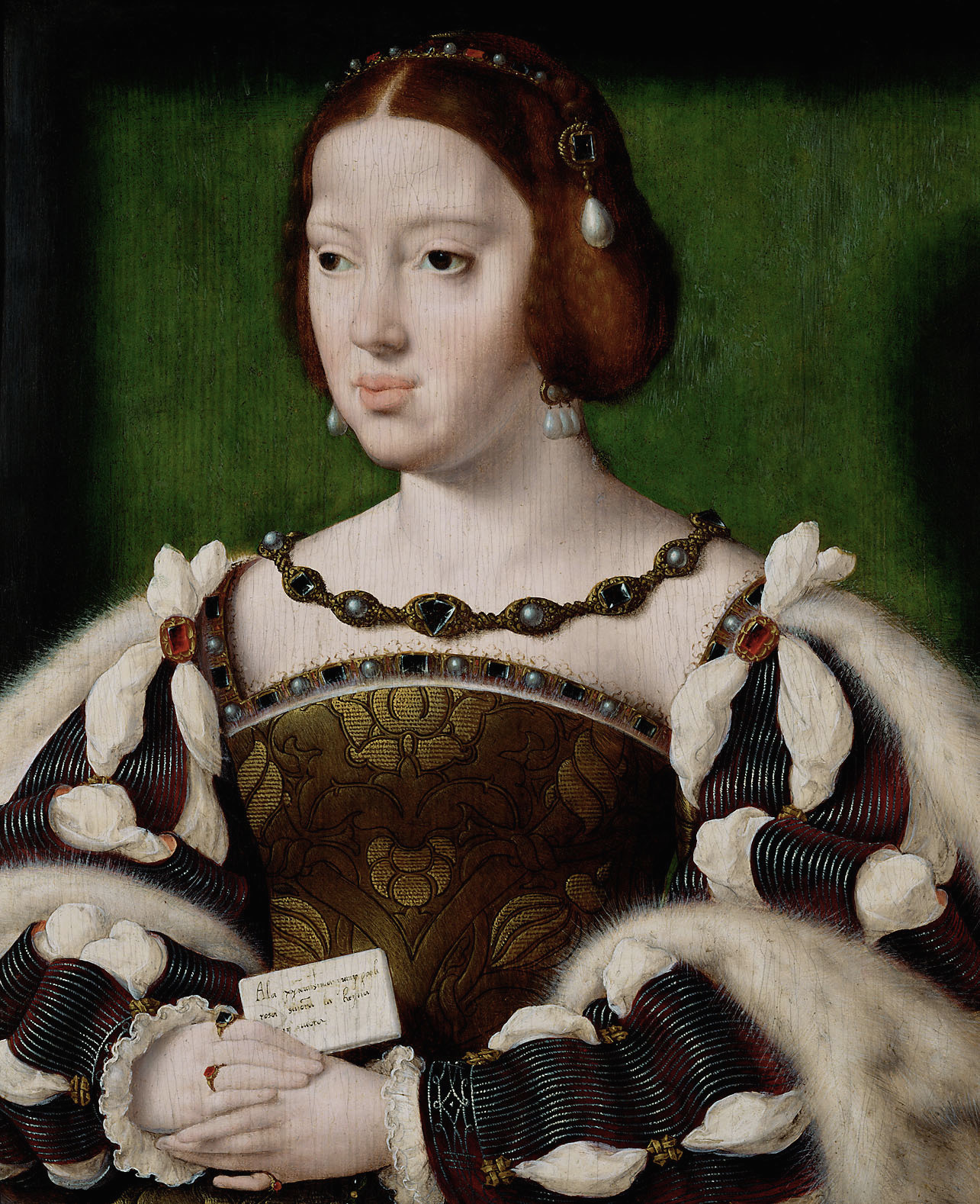
«Портрет королеви Елеонори Австрійської», бл. 1530. Музей історії мистецтв, Відень
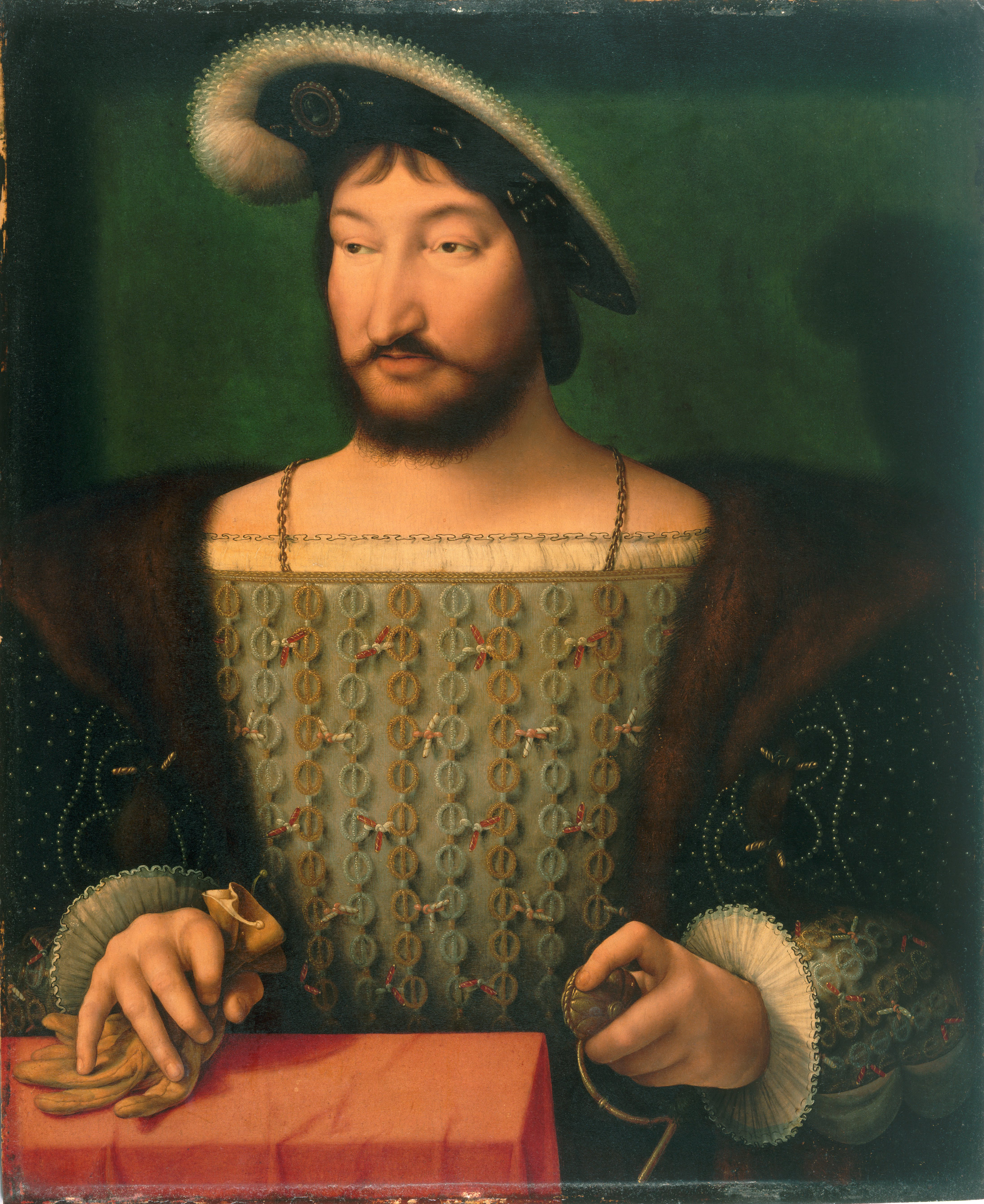
«Портрет короля Франції Франциска I», бл. 1532/33. Художній музей, Філадельфія